# Hendrik van Veldeke

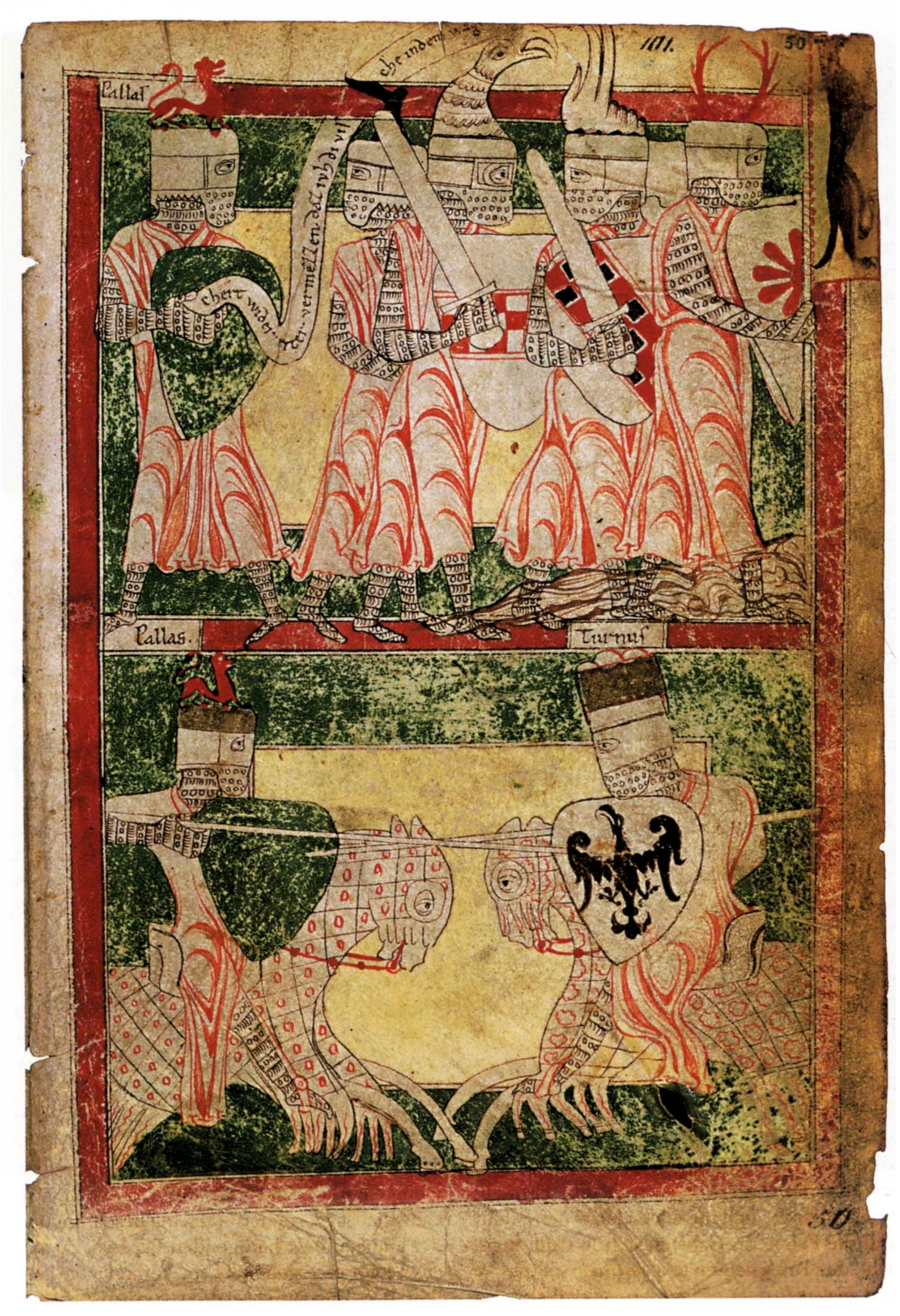
Illustratie uit de Eneasroman (ca. 1215)

Hendrik van Veldeke, ook: He(y)nric van Veldeke(n), Duits: Heinrich von Veldeke (Spalbeek-Veldeke, voor of omstreeks 1150 – ?, na 1186), is de eerste met naam bekende volkstalige schrijver van de Lage Landen. Zijn verhalen staan aan het begin van de Middelnederlandse en Limburgse literatuur. Veldeke verbleef een groot deel van zijn loopbaan aan Duitse vorstenhoven. Veel van zijn werk is in het Middelhoogduits geschreven of is alleen in een Middelhoogduitse versie overgeleverd. Zijn werk wordt om die reden ook tot de Middelhoogduitse letterkunde gerekend.

## Biografie

### Geboorte en opleiding
Veldeke werd geboren te Veldeke, een gehucht op het grondgebied van de Belgisch-Limburgse gemeente Hasselt. Er moet een heerlijkheid hebben bestaan, een landgoed ten westen van Herkenrode, op het grondgebied van Kermt (bij Hasselt), aan de Demer. Daarvan staat in Spalbeek alleen nog een jongere versie van een watermolen, de Veldekermolen. Zijn geboorte- noch zijn sterfjaar zijn met zekerheid bekend. Hij moet voor of omstreeks 1150 geboren zijn, aangezien hij literair actief was vanaf de vroege jaren zeventig van de 12e eeuw. Niets toont aan dat Veldeke in 1128 geboren zou zijn, zoals vaak wordt beweerd. Vermoedelijk behoorde Veldeke tot een geslacht van ministerialen, dit zijn onvrije lagere edelen. Het bestaan van dit geslacht wordt in oorkonden van de 13e eeuw vermeld. Er was in 1247 een Henricus van Veldeke, die hofmaarschalk was van de graaf van Loon. Deze Henricus noemde zich trots ridder.
Uit het feit dat hij in zijn werken Latijnse bronnen heeft gebruikt, zoals Vergilius' Aeneis en Ovidius' Metamorphosen, blijkt dat hij een goede opleiding heeft genoten. Hij kende naast zijn eigen dialect voortreffelijk Latijn, Frans en Duits. Hij wordt een 'meester', 'heer', clericus en poeta doctus (geleerde poëet) genoemd.
De periode waarin Veldeke zich ontwikkelde is de renaissance van de twaalfde eeuw. Het klassieke ideaal van de 'plichtsbewuste senator', zoals die door Cicero in zijn De officiis was uiteengezet werd aan het middeleeuwse ridderideaal verbonden. Bisschoppelijke hoven en de keizerlijke omgeving ontwikkelden zich door het bestuderen van de antieken tot 'centra van staatsmanschap'. Het regeringsapparaat en onderwijssysteem gaven vorm aan een nieuwe levenshouding: 'hoofsheid' (curialitas). Vanaf de tiende eeuw stond Cicero's ideaal, ook door Seneca en Horatius vertolkt, centraal in de opleiding van clerici in kathedraalscholen.

### Ministeriaal
Mogelijk was Hendrik van Veldeke in dienst van de graven van Loon voor hij toetrad tot de hofhouding van Herman van Thüringen. Dit zou verklaren waarom Veldekes belangstelling oostwaarts gericht was: hij vergezelde er zijn graven op reis. Veldekes geboorteplaats lag in het graafschap Loon. Het was ook de Loonse gravin, Agnes van Metz, echtgenote van Lodewijk I van Loon (1139-1171), die Veldeke de opdracht gaf voor zijn Leven van Sint-Servaas. Lodewijk van Loon was een vertrouweling van Barbarossa en dit geldt temeer voor Otto van Wittelsbach, die in 1169 met Agnes trouwde, de dochter van Lodewijk van Loon en Agnes van Metz. Sophia van Wittelsbach, de dochter van Otto en Agnes, huwde in 1196 met Herman I van Thüringen. Het graafschap Loon kende precies in Veldekes tijd zijn gloriedagen.
Gerard I van Loon (1171-1194) was burggraaf van Mainz toen daar 20 mei 1184 de hofdag werd gehouden, waar Veldeke ooggetuige van was. Veldeke was er, zoals hij schreef, erg van onder de indruk. Bij die plechtigheid werden Barbarossa's twee zonen, koning Hendrik en Frederik geridderd en streden Lodewijk III en de Keulse aartsbisschop om het dragen van het keizerlijk zwaard. Door de eer aan graaf Boudewijn V van Henegouwen te gunnen, liet de keizer merken dat hij de machtspolitiek van de Keulse aartsbisschop in het Maasland wilde inperken.
In Mainz, de residentie van Gerard van Loon, zouden troubadours uit Zuid-Frankrijk, trouvères uit Noord-Frankrijk en Duitse Minnesänger, zoals Bernard de Ventadour, Guiot de Provins, Chrétien de Troyes, Friedrich von Hausen en Hendrik van Veldeke elkaar in 1184 hebben ontmoet.
Toen hij paltsgraaf van Saksen werd, vestigde Herman van Thüringen zich op kasteel Neuenburg bij Freyburg (Unstrut) aan de Unstrut. Waarschijnlijk gaf Herman hier Veldeke de opdracht om zijn Eneasroman te voltooien. Het werk was in 1186 klaar. Toen zijn broer Lodewijk in 1190 stierf, werd Herman landgraaf van Thüringen en koos hij de Wartburg bij Eisenach als centrum voor zijn politieke en kunstzinnige activiteiten. Mogelijk heeft Veldeke hier zijn jongere tijdgenoten Wolfram von Eschenbach en Walther von der Vogelweide ontmoet.

### Overlijden
Hendrik van Veldeke moet in ieder geval na 1184 gestorven zijn. In zijn Eneas vermeldt hij namelijk dat hij aanwezig was op de hofdag die keizer Frederik Barbarossa organiseerde te Mainz met Pinksteren van dat jaar. Hij moet overleden zijn voordat Wolfram von Eschenbach zijn Parzival schreef, die hij tussen 1205 en 1210 voltooide. Wolfram zegt daarin namelijk dat Veldeke te vroeg gestorven is. Veldeke kan ook niet vóór 1186 zijn gestorven, want hij voltooide zijn Eneasroman in dat jaar. Van Veldeke overleed vermoedelijk in Thüringen.

## Werken
Veldekes overgeleverde werk bestaat uit een heiligenleven (Het leven van Sint-Servaas), de Eneasroman en verschillende minneliederen.

### Leven van Sint-Servaas
Veldeke schreef het Leven van Sint-Servaas, waarschijnlijk zijn eerste werk, in opdracht van heer Hessel, de koster van het Maastrichtse Servaaskapittel, en van Agnes van Metz, de gravin van Loon. Daarin hanteerde hij het Limburgs van zijn tijd.
Het Servaaskapittel stond op zijn onafhankelijkheid, maar was expliciet keizersgezind en ontleende zijn rechten rechtstreeks aan de keizer. In de strijd tussen de keizer en de paus koos Veldeke de kant van het Servaaskapittel en speelde het Duitse, politieke spel op hoog niveau mee. De keizer zag zich graag als directe vertegenwoordiger van God op aarde (vicarius Christi), terwijl de paus het absolute primaatschap opeiste, omdat hij de keizer kroonde.

### Eneasroman
Veldekes omvangrijkste werk is de Eneasroman, dit is voor zover bekend tevens de eerste hoofse roman in een Germaanse taal. Van Veldeke baseerde het werk op de Oudfranse Roman d’Eneas, die op zijn beurt teruggaat op Vergilius’ Aeneis. De omvangrijke overlevering van Veldekes niet-religieuze, volkstalige Eneasroman, met veertien handschriften, kent veel illustraties. Het Berlijnse (handschrift B) is het oudste, volledig bewaarde handschrift en bevat de eerste reeks hoofse taferelen binnen het Germaanse taalgebied. Veldeke staat daarom zowel met woord als beeld aan het begin van de Duitse hoofse cultuur.
Het onvoltooide manuscript werd gestolen door een Thüringse graaf, Hendrik van Schwartzburg, leenman van de landgraaf Lodewijk III van Thüringen en kwam pas na negen jaar weer in het bezit van Hendrik van Veldeke. In opdracht van de paltsgraaf van Saksen, Herman I van Thüringen, de jongere broer van Lodewijk III, voltooide Veldeke de Eneasroman in 1186. Met de roman wilde men mogelijk keizer Barbarossa gunstig stemmen, door hem met Aeneas te vergelijken. Aeneas stichtte net als Barbarossa een dynastie en had het in Italië aan de stok met Turnus en zijn Rutuliërs, waar de Roomskeizer in hetzelfde land strijd leverde met de Lombardische Liga.

### Lyriek
Er zijn van Veldeke op het gebied van de lyriek ook een dertigtal minneliederen bewaard gebleven. Hij behoorde daarmee tot de eerste generatie minnezangers die de Romaanse hoofse minnepoëzie in een Germaanse taal beoefende. De musicoloog prof. Jos. Smits van Waesberghe s.j. toonde in 1957 aan dat van minstens zes van deze liederen de melodie terugging op die van Franse troubadours. Daarmee stond, volgens hem, Veldeke niet alleen aan het begin van de Nederlandse literatuur, maar ook van de muziek.
In vergelijking met andere minnezangers uit zijn tijd vallen zijn liederen op door hun humor en zelfs hun ironie. Hij benadert het hoofse ideaal met scepticisme en speelt met de conventies van het minnelied. Hij zet verwachtingen op losse schroeven en verkent de grenzen van het genre. Hoewel hij een van de eerste was die het genre van de minnezang in het Duits beoefende, moest zijn publiek dus wel goed op de hoogte zijn van de Franse en misschien zelf de Occitaanse minnelyriek.
Ook speelt Veldeke graag met klanken en zet hij het rijm naar zijn hand. Veldeke gebruikt aan het begin van zijn liederen de conventionele natuurbeschrijving (Natureingang) die hij meestal parallel zet of – zoals in het volgende voorbeeld – contrasteert met de gevoelens van de minnaar.
Hoe Veldeke in zijn latere werk een mengeling schiep van Middel-Limburgse en Middelhoogduitse taalvormen, wordt geïllustreerd met het volgende Minnelied:
| Ez sint guotiu niuwe maere, daz die vogel offenbaere singent, dâ man bluomen siht. zén zîten in dem jâre stüende wol, daz man vrô waere, leider des enbin ich niht: Mîn tumbez herze mich verriet, daz muoz unsanfte unde swaere tragen daz leit, das mir beschiht. | 'Het is goed nieuws, dat de vogels luidkeels zingen waar men bloemen ziet. In deze tijd van het jaar zou men blij moeten zijn, maar helaas, dat ben ik niet: mijn dwaze hart heeft mij verraden, en moet nu, treurig en somber, het leed verdragen dat mij ten deel valt'. |

In tegenstelling tot wat hij doet in de Eneasroman en de Servaas, gebruikt hij hier geen neutraal rijm omdat deze techniek het aantal rijmwoorden waarover de dichter kon beschikken, al te sterk beperkte. Middelhoogduitse en Maaslandse rijmen komen door elkaar voor. Dit heeft ongetwijfeld te maken met het feit dat het rijmschema in het minnelied hogere eisen stelde aan de dichter dan het paarsgewijs rijmende vers van verhalende teksten als de Servaas en de Eneasroman. In één strofe moeten immers vaak meer dan twee op elkaar rijmende woorden gevonden worden.
Veldekes liederen zijn bewaard in drie Middelhoogduitse handschriften uit de late 13e en vroege 14e eeuw: het Kleine Heidelberger Liederhandschrift (Heidelberg, Universitätsbibliothek, Codex Palatinus Germanicus 357), het Weingartner Liederhandschrift (Stuttgart, Württembergische Landesbibliothek, Codex HB XIII 1) en het Große Heidelberger Liederhandschrift, beter bekend als de Codex Manesse (Heidelberg, Universitätsbibliothek, Codex Palatinus Germanicus 848).

## Invloed
De betekenis van Hendrik van Veldeke voor de Duitse literatuurgeschiedenis is bijzonder groot. Dit blijkt uit het feit dat al zijn minneliederen en zijn Eneasroman uitsluitend in Middelhoogduitse handschriften zijn overgeleverd. Hendrik van Veldeke wordt ook door vele Duitse auteurs uit de 13e eeuw (Wolfram von Eschenbach, Hartmann von Aue en Gottfried von Straßburg) als hun grote voorbeeld genoemd. Wolfram von Eschenbach noemt hem 'der wîse man' en 'meinen meister'. Ook de anonieme dichter van het Nibelungenepos werd door Veldekes beschrijvingen van 'hoofse liefde' geïnspireerd.
In de Middelnederlandse literatuur lijkt zijn invloed op één enkel moeilijk te duiden toespeling van Jacob van Maerlant na, zeer beperkt te zijn geweest. Pas in de negentiende en twintigste eeuw kreeg zijn werk weer meer aandacht in Nederland en België. In 1912 bewerkte Marie Koenen zijn Leven van Sint-Servaas. De Limburgse neerlandicus Fernand Lodewick plaatste Veldeke aan het begin van de Nederlandse literatuur in zijn Literaire kunst, een in 1955 voor het eerst verschenen leerboek, dat tientallen malen herdrukt werd. In Vlaanderen ruimde Anton van Wilderode in zijn in 1968 verschenen leerboek De dubbelfluit nog zes pagina's in voor een uitvoerige behandeling van Veldeke. Begin 21e eeuw lijkt de invloed van Veldeke sterk afgenomen.

### Vertalingen

#### Russische vertalingen
De eerste Russische vertaling van het werk van Veldeke verscheen in de naoorlogse, stalinistische periode. Hierbij bleef het bij een gedicht in een literair tijdschrift, vermoedelijk vertaald vanuit het (hedendaagse) Duits. Tijdens de zogenaamde dooi van Chroesjtjov werd medio jaren zestig de Bibliotheek van de Wereldliteratuur opgericht. Dit was een breed opgezet project dat vele (geschiedkundige) literaire werken omvatte. In een volume over middeleeuwse poëzie werden enkele gedichten van Veldeke opgenomen – vermoedelijk direct uit de brontaal vertaald.

## Veldeke vandaag

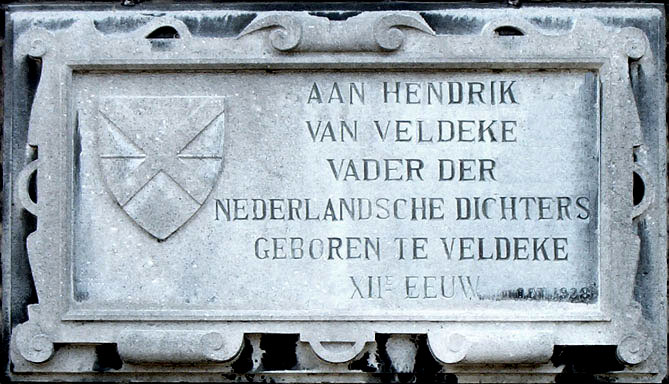
Gedenksteen uit 1928 bij de Veldekemolen in Spalbeek (Hasselt)

Zowel in Maastricht als in Hasselt staat een standbeeld van de dichter. Ook zijn in diverse plaatsen straten, pleinen, scholen en verenigingen naar hem vernoemd. De provinciale vereniging die zich bezighoudt met Limburgse volkscultuur en het Limburgs heet naar hem Veldeke. Hij eindigde in 2005 in de Vlaamse versie van De Grootste Belg op nr. 476, buiten de officiële nominatielijst. In 2007 werd in de stad Hasselt een tentoonstelling ingericht over Veldeke en zijn tijd. Ook publiceerde romancier Paul Weelen een roman over het leven van Hendrik van Veldeke: De droom van de minnezanger. De zogenaamde LiLiLi-daag in Roermond in november 2007 stond geheel in het teken van de Middelnederlandse minnezanger. In Hasselt is het Vlaams Administratief Centrum van de Vlaamse overheid naar hem vernoemd: Hendrik van Veldekegebouw.

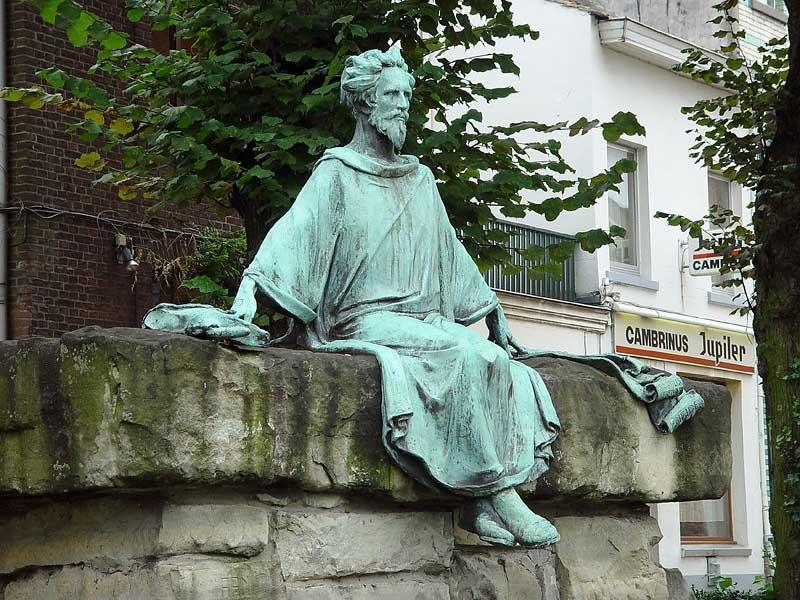
Veldekemonument aan de Thonissenlaan in Hasselt (Halemans/Helde, 1928)
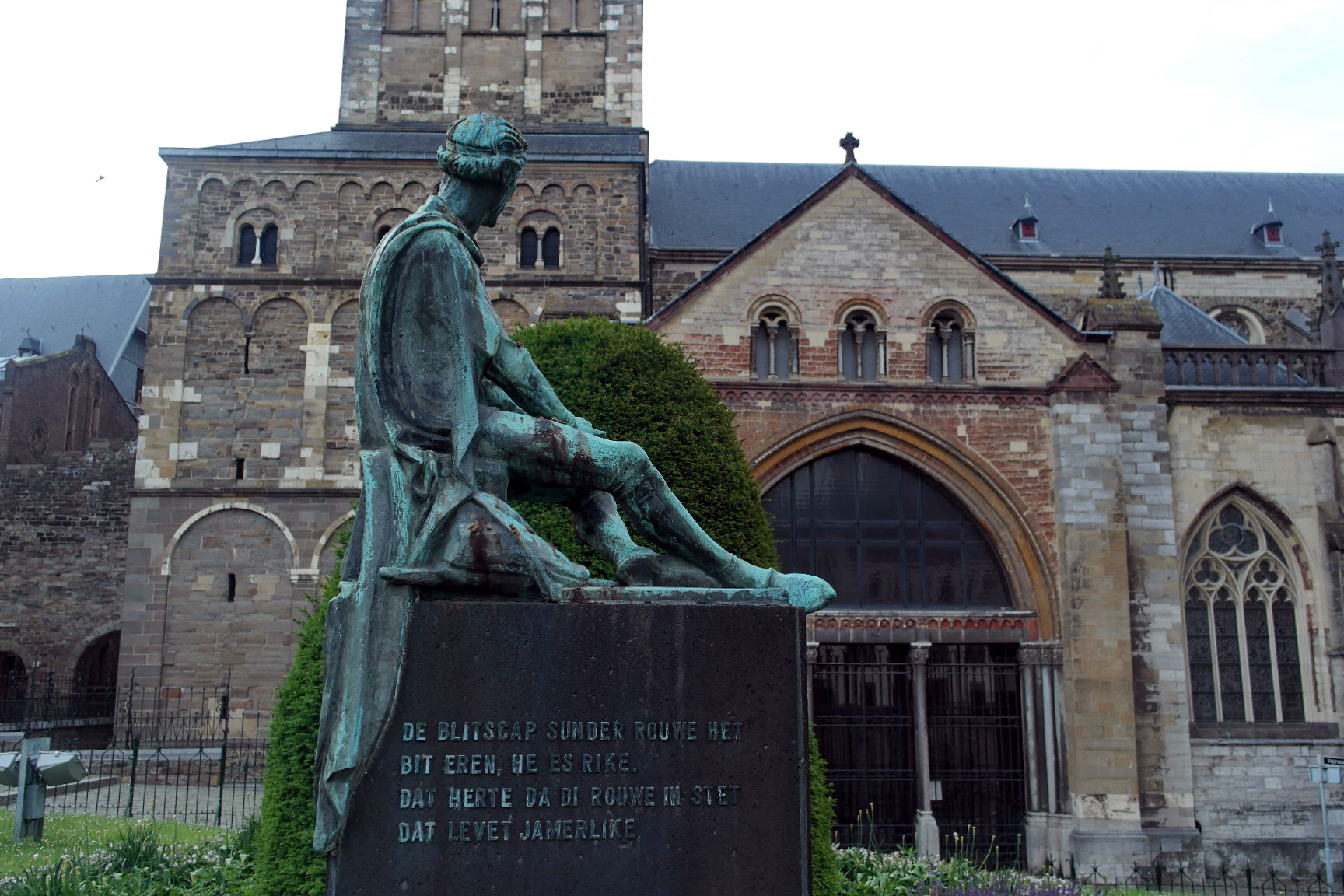
Beeld van Veldeke op het Henric van Veldekeplein in Maastricht (Charles Vos, 1934)
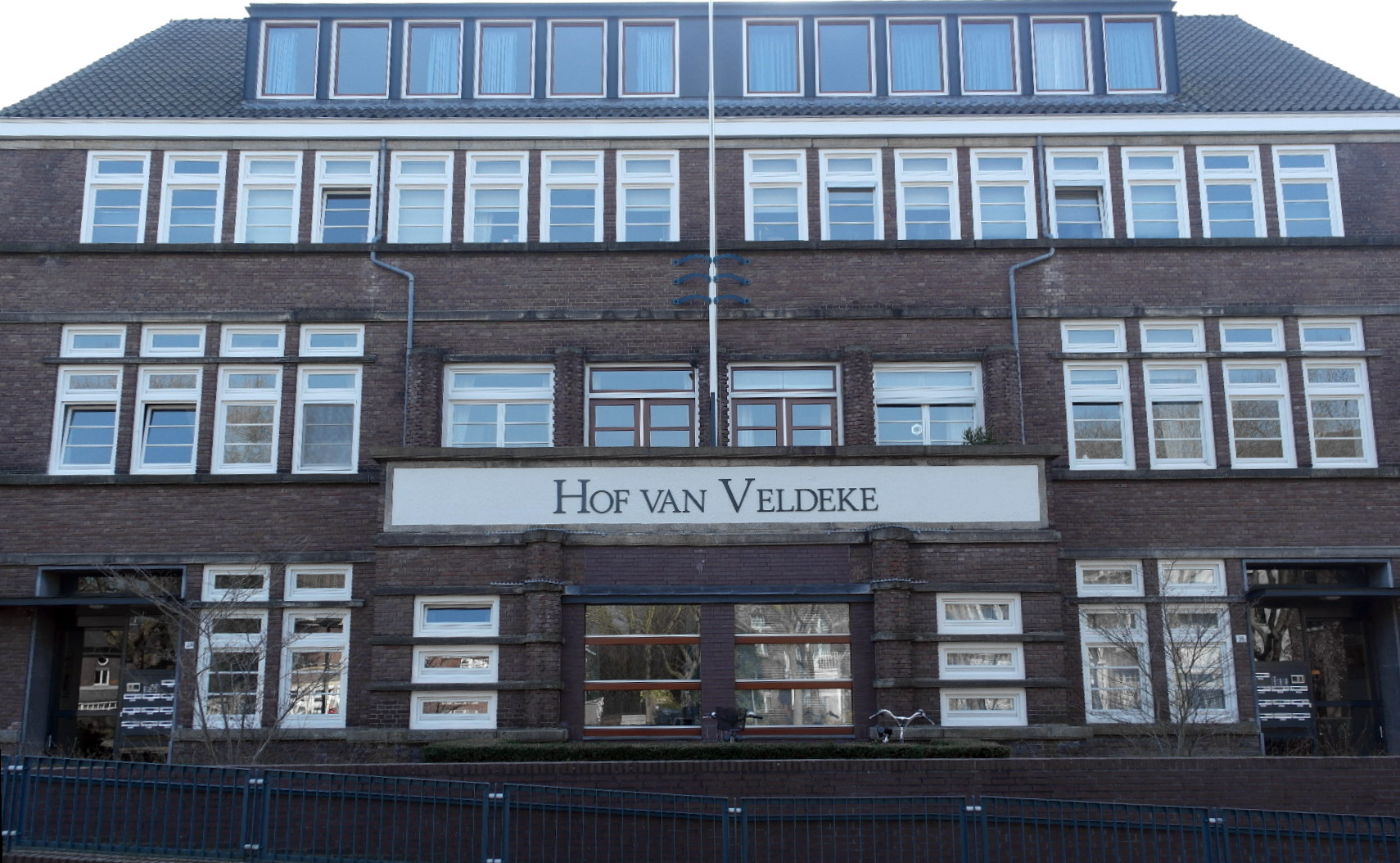
Vm. Henric van Veldekecollege, thans wooncomplex 'Hof van Veldeke', Maastricht
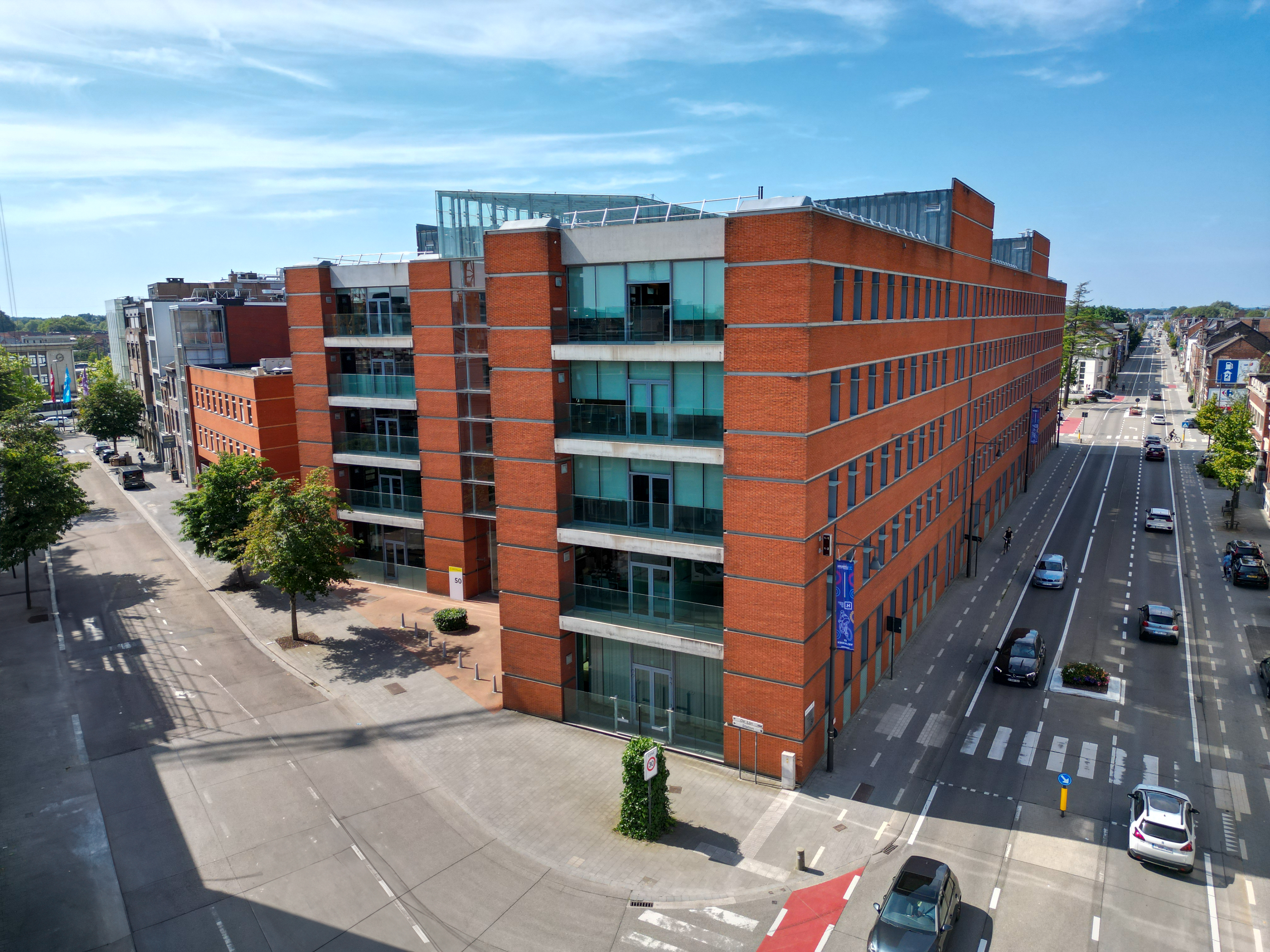
Hendrik van Veldekegebouw, Hasselt